# Christina von Markyate
Christina von Markyate (ca. 1097 – 1161) war eine englische  Mystikerin.
Christina wurde als benediktinische Nonne Gründerin der Frauengemeinschaft von Markyate (Hertfordshire). Christina ist mit Todestag am 8. Dezember im Kalender des  St. Albans Psalters eingetragen. Eine Biographie, die von ihren zahlreichen Visionen und einer geistlichen Freundschaft mit dem Abt Geoffrey von  St. Albans berichtet, ist in einer Handschrift des 15. Jhs. überliefert, die allerdings im 18. Jh. bei einem Brand teilweise verloren gegangen ist.